# 김소니아
김소니아 또는 소니아 우르수 킴 (Sonia Ursu-Kim, 1993년 7월 24일 ~ )는 대한민국-루마니아 복수국적의 농구 선수이다. 포지션은 스트레치 포이며, 현재 한국여자프로농구 부산 BNK 썸에서 뛰고 있다. 등록명은 김소니아이다.
2012년 혼혈선수 규정으로 입단했다가 향수병 등으로 2014년에 임의탈퇴 공시된 후, 2018년에 복귀했다.
루마니아 청소년대표 출신으로, 잠시 성인대표팀에서도 활동했다.

## 경력
- U-20 유럽농구선수권대회 루마니아 청소년대표
- U-18 유럽농구선수권대회 루마니아 청소년대표
- U-16 유럽농구선수권대회 루마니아 청소년대표

## 기록
| 시즌    | 팀                 | G  | MPG   | 2P%  | 3P%  | FT%   | RPG  | APG  | SPG  | BPG  | PPG   |
| ------- | ------------------ | -- | ----- | ---- | ---- | ----- | ---- | ---- | ---- | ---- | ----- |
| 2012-13 | 춘천 우리은행 한새 | 4  | 02:55 | 50.0 | 0.0  | 100.0 | 1.25 | 0.25 | 0.00 | 0.00 | 2.00  |
| 2013-14 | 춘천 우리은행 한새 | 5  | 06:49 | 50.0 | 0.0  | 50.0  | 1.60 | 0.60 | 0.40 | 0.00 | 2.20  |
| 2018-19 | 아산 우리은행 위비 | 35 | 19:33 | 49.3 | 26.5 | 63.2  | 6.74 | 1.17 | 0.86 | 0.43 | 5.69  |
| 2019-20 | 아산 우리은행 위비 | 27 | 28:28 | 46.6 | 30.8 | 71.4  | 6.89 | 2.48 | 1.33 | 0.48 | 8.63  |
| 2020-21 | 아산 우리은행 위비 | 30 | 35:24 | 46.6 | 29.8 | 79.2  | 9.90 | 3.30 | 1.40 | 0.53 | 17.17 |

## 수상
- WKBL 베스트 5: 2021
- 2× WKBL 기량발전상: 2020, 2021
- WKBL 식스우먼상: 2019

## 사생활
- 한국인 아버지와 루마니아인 어머니 사이에서 태어났다. 대한민국과 루마니아 이중국적자로, 대한민국에서 태어나 5세 때 루마니아로 가서 성장하였다. 이중국적자인 관계로, 임의탈퇴 후 2018년에 별다른 문제 없이 복귀했다.[3] 다만 루마니아 청소년 대표팀 이력 때문에, 대한민국 국가대표팀으로는 선발되지 못한다.
- 2020년에 이승준과 결혼했다. 두 사람을 이어 준 사람은 김한별이라고 한다.[4]